# Gonimbrasia hecate
Gonimbrasia hecate är en fjärilsart som beskrevs av Pierre Claude Rougeot 1955. Gonimbrasia hecate ingår i släktet Gonimbrasia och familjen påfågelsspinnare. Inga underarter finns listade i Catalogue of Life.